# لويحة سنية
لويحة سنية هي عبارة عن رواسب لزجة ليس لها لون في البداية، ولكن عندما تتراكم وتكون جير، فإنها غالباً ما تكون لونها بني أو أصفر باهت. توجد عادة بين الأسنان، على مقدمة الأسنان، وراء الأسنان، على أسطح المضغ، على طول خط اللثة، أو أسفل هوامش عنق السن. تُعرف لويحة الأسنان أيضًا باسم البلاك الميكروبي أو البيوفيلم الفموي أو البيوفيلم السني أو بيوفيلم لوحة الأسنان أو بيوفيلم البلاك البكتيرية. الجراثيم البكتيرية هي واحدة من الأسباب الرئيسية لحدوث تسوس الأسنان وأمراض اللثة.

## أسباب اللويحة
يعد السبب الرئيسي لتكون اللويحة هو تراكم البكتيريا على سطح الاسنان حتى على سطح الأسنان النظيفة لأن اللعاب يكون غشاء رقيق يعمل كمادة لاصقة يسمح للبكتيريا بالالتصاق بالسن، ثم بالاستعمار والنمو. حتى يصبح هذا الغلاف أكثر توافقًا مع أنواع أخرى من البكتيريا يمكن أن تصل إلى 1000 نوع.

## أصل الكلمة
كلسيّ، في اليونانية، وكان مصطلح يستخدم لأنواع مختلفة من الأحجار، قادمة من عبارة الحجر الجيري. نسجتها العديد من المصطلحات الحديثة، بما في ذلك «حساب» (الحجارة تستخدم لأغراض رياضية)، و«القلح»، الذي جاء ليكون استخدامه في القرن 18، ونتائج أو حوادث تراكم المعادن في جسم الإنسان والحيوان، مثل حصى الكلى والمعادن على الأسنان.
القلح، من ناحية أخرى، نشأت من اليونانية أيضًا، ولكن كمصطلح قشرة البيضاء داخل براميل، ويعرف أيضًا باسم بيطرطرات البوتاسيوم، المعروف باسم كريم من القلح. هذا المصطلح أصبح يستخدم لفوسفات الكالسيوم في الأسنان في أوائل القرن 19.

## مكونات اللويحة
توجد أنواع مختلفة من البكتيريا عادة في الفم. البلاك يتكون من هذه البكتيريا، بالإضافة إلى خلايا الدم البيضاء، خلايا الحبيبية المتعادلة، الخلايا البلعمية الكبيرة، والخلايا الليمفاوية، وهي جزء من التكوين الموجود في تجويف الفم الطبيعي وهي تسهم في صحة الفرد. الماء يكون ما يقرب من 80-90 ٪ من وزن البلاك. في حين أن 70 ٪ من الوزن الجاف هو البكتيريا، فإن النسبة المتبقية 30 ٪ تتكون من السكريات والبروتينات السكرية.
وكذلك الحمض النوويّ خارج الخلية. كميات ضئيلة من المضيف، والغذاء، والحطام الدقيقي البيئي كما وجدت في القلح، بما في ذلك البروتينات اللعابية،  والحمض النوويّ النباتي،  وبروتينات الحليب،  وحبيبات النشا،  وألياف النسيج،  وجزيئات الدخان.

## تكوين القلح
أن عملية تكوين القلح من لويحة الأسنان ليست مفهومه جيدًا. تشكيل القلح فوق اللثة هو الأكثر وفرة في سطوح الشدق (الخد) للأضراس العلوية وعلى السطح اللساني (اللسان) للقواطع السفلية. وهذه المناطق تعاني من ارتفاع تدفق اللعاب بسبب قربها من الغدة النكافيّة والغدد اللعابية تحت اللسان. يتكون القلح تحت اللثويّ تحت خط اللثة وعادة ما يكون مظلم اللون من خلال وجود البكتيريا السوداء المصطبغة. تلك الخلايا مغلفة.,
في طبقة من الحديد تم الحصول عليها من الهيم خلال نزيف اللثة. قلح الأسنان يشكل عادة في طبقات إضافية والتي هي واضحة بسهولة باستخدام كل من المجهر الإلكتروني والمجهر الضوئي. وتشكل هذه الطبقات خلال أحداث التكلس الدوريّ للويحة الأسنان، لكن توقيت ومسببات هذه الأحداث غير مفهومة. تشكيل القلح يختلف على نطاق واسع بين الأفراد وفي مواقع مختلفة داخل الفم. وقد تم تحديد العديد من المتغيرات التي تؤثر على تكوين قلح الأسنان، بما في ذلك السن والجنس والخلفية العرقية، والنظام الغذائي، والموقع في تجويف الفم، ونظافة الفم، وتكوين اللويحة الجرثومية، وعلم وراثة المضيف، ووصولًا إلى العناية الاحترافية بالأسنان، والإعاقات الجسدية والأمراض الجهازية وتعاطي التبغ، والمخدرات والأدوية.

## الاعتداد السريري
تراكم اللويحات يجعل اللثة متهيجة وملتهبة، وهذا ما يشار إليه باسم التهاب اللثة، وعندما تصبح اللثة متهيجة يكون هناك خسارة لألياف النسيج الضام الذي يعلق اللثة على الأسنان والعظام التي تحيط الأسنان، وهذا هو المعروف باسم التهاب دواعم السن، إن لويحة الأسنان ليست هي السبب الوحيد في التهاب دواعم السن، ومع ذلك فإن عدة مرات أُشير إليها كالمسببات المرضية الأساسية. أن تبقى اللويحة في تجويف الفم فترة طويلة كافية للتكلّس وتصبح
في نهاية المطاف قلح. القلح يعتبر ضارًا لصحة اللثة لأنها بمثابة فخ لزيادة تكوين اللويحة والاحتفاظ بها. وبالتالي، القلح، جنبًا إلى جنب مع غيرها من العوامل التي تتسبب في حدوث تراكم اللويحة، يشار إليها بالمسببات المرضية الثانوية لالتهاب دواعم السن.
عندما تكون اللويحة فوق اللثة، المحتوى البكتيري يحتوي على نسبة كبيرة من البكتيريا الهوائية والخمائر،  أو تلك البكتيريا التي تستخدم ويمكن بقاؤها على قيد الحياة في بيئة تحتوي على الأوكسجين. تحتوي لويحة تحت اللثة نسبة أعلى من البكتيريا اللاهوائية، أو تلك البكتيريا التي لا يمكن أن توجد في بيئة تحتوي على الأوكسجين. العديد من البكتيريا اللاهوائية اللويحية، مثل بروفرومونيز اللثوية،  تفرز بروتينات مضادة تثير استجابة التهابية قوية في دواعم الأسنان، والأنسجة المتخصصة التي تحيط وتدعم الأسنان. التهاب دواعم الأسنان لفترة طويلة يؤدي إلى فقدان العظام وضعف ألياف اللثة التي تربط الأسنان باللثة، وهما بصمات كبيرة لالتهاب دواعم السن. تشكيل القلح فوق اللثة في كل مكان تقريبًا في البشر،  ولكن بدرجات متفاوتة. تقريبًا جميع الأفراد الذين يعانون من التهاب دواعم السن تظهر ودائع ضخمة من القلح تحت اللثة. وقد تم ربط البكتيريا اللويحية السنيّة بأمراض القلب والشرايين  وولادة الأمهات قبل الأجل وانخفاض وزن الرضع،  ولكن لا يوجد دليل قاطع حتى الآن على أن التهاب دواعم السن هو عامل خطر كبير لأي من هذين الشرطين.

## الوقاية
وسيلة فعالة لمنع تراكم القلح هو من خلال تنظيف الأسنان مرتين يوميًا بالفرشاة والخيط (الذي يزيل لويحة الأسنان)، وزيارة التنظيف المنتظمة على أساس
جدول زمني موصى به من قبل مقدم الرعاية الصحية للأسنان. القلح يتراكم أكثر سهولة في بعض الأفراد، مما يتطلب تنظيف وزيارات طبيب الأسنان أكثر تواترًا. هناك أيضًا العوامل الخارجية التي تسهل تراكم القلح، بما في ذلك التدخين ومرض السكري. في حين أن معجون الأسنان مع عنصر مضاف من زنك السيترات يقلل بشكل كبير من تراكم الترسبات، فمن هذه الدرجة الصغيرة أهمية سريرية أمر مشكوك فيه.

## القلح عند الحيوانات
دراسة تشكيل القلح في الحيوانات كان بشكل أقل مما كان عليه في البشر، ولكن من المعروف أنه يتشكل في مجموعات واسعة من الأنواع. في الحيوانات الأليفة مثل الكلاب والقطط، كثيرًا ما تتراكم ودائع القلح الضخمة. عند الحيوانات مع الوجبات الغذائية عالية الساحج، مثل الحيوانات المجترة والخيليات، نادرًا ما تُشكَل ودائع سميكة، وبدلًا من ذلك تميل إلى تشكيل ودائع القلح الرقيقة التي غالبًا ما يكون لها لمعان أو بريق معدني. في الحيوانات، ينبغي عدم الخلط بين القلح وتاج الملاط، الذي هو طبقة من أنسجة الأسنان المتكلسة التي يغلف تاج المينا وتفقد تدريجيًا من خلال كشط.

## أهمية أثرية
وقد تبين أن قلح الأسنان يحافظ بشكل جيد على محتوياته من الحمض الأميني والبروتين في العينات الأثرية.

## تشكيل القلح تحت اللثة والإنحلال الكيميائي
ويتكون قلح تحت اللثة بشكل كامل تقريبًا من عنصرين هما: البكتيريا اللاهوائية المتحجرة بيولوجية التكوين التي حلت محلها أملاح فوسفات الكالسيوم، وأملاح فوسفات الكالسيوم التي انضمت للبكتيريا المتحجرة في تكوين القلح. وتعتمد آلية التمسك الأولية وتطوير تكوّن القلح الناضج على شحنة كهربائية. على عكس فوسفات الكالسيوم، المكون الرئيسي للأسنان، أملاح فوسفات الكالسيوم تحتوي أيونات غير مستقرة كهربائيًا. المعادن التالية التي يمكن اكتشافها في القلح من خلال حيود الأشعة السينية: (CaHPO4 • 2H2O)، وثماني كالسيوم الفوسفات (Ca8H2 (PO4) 6.5H2O)، التي تحتوي على المغنيسيوم (Ca9 (MgFe) (PO4) 6PO3OH)، والتي تحتوي على كربونات هيدروكسي باتيت (حوالي CA5 (PO4) 3 (OH) ولكن تحتوي على بعض كربونات).
السبب في انجذاب البكتيريا المتحجرة في البداية إلى جزء واحد من سطح الأسنان تحت اللثة أكثر من غيره ليست مفهومة تمامًا؛ مرة واحدة يتم إرفاق الطبقة الأولى، وتنجذب مكونات القلح المتأينة بطبيعة الحال إلى نفس الأماكن بسبب الشحنة الكهربائية. البكتيريا المتحجرة تتراكم فوق بعضها البعض، بطريقة عشوائية إلى حد ما. في حين أن جميع المكونات الأيونية غير المرتبطة (حرة الحركة) تعمل على ملء الفجوات التي تركتها البكتيريا
المتحجرة. ويمكن مقارنة الهيكل المتصلب الناتج إلى الصلد. مع البكتيريا المتحجرة لعب دور من الكداسة، وأملاح فوسفات الكالسيوم أصغر كونها ملاط. مرة واحدة يكون الترابط الكهربائي البحت للبكتيريا المتحجرة ثم يصبح ميكانيكي، مع إدخال أملاح فوسفات الكالسيوم غير المرتبطة (حرة الحركة). و«تصلب» القلح المتكون هو في صميم أمراض دواعم السن وعلاجها.